# Ieng Thirith

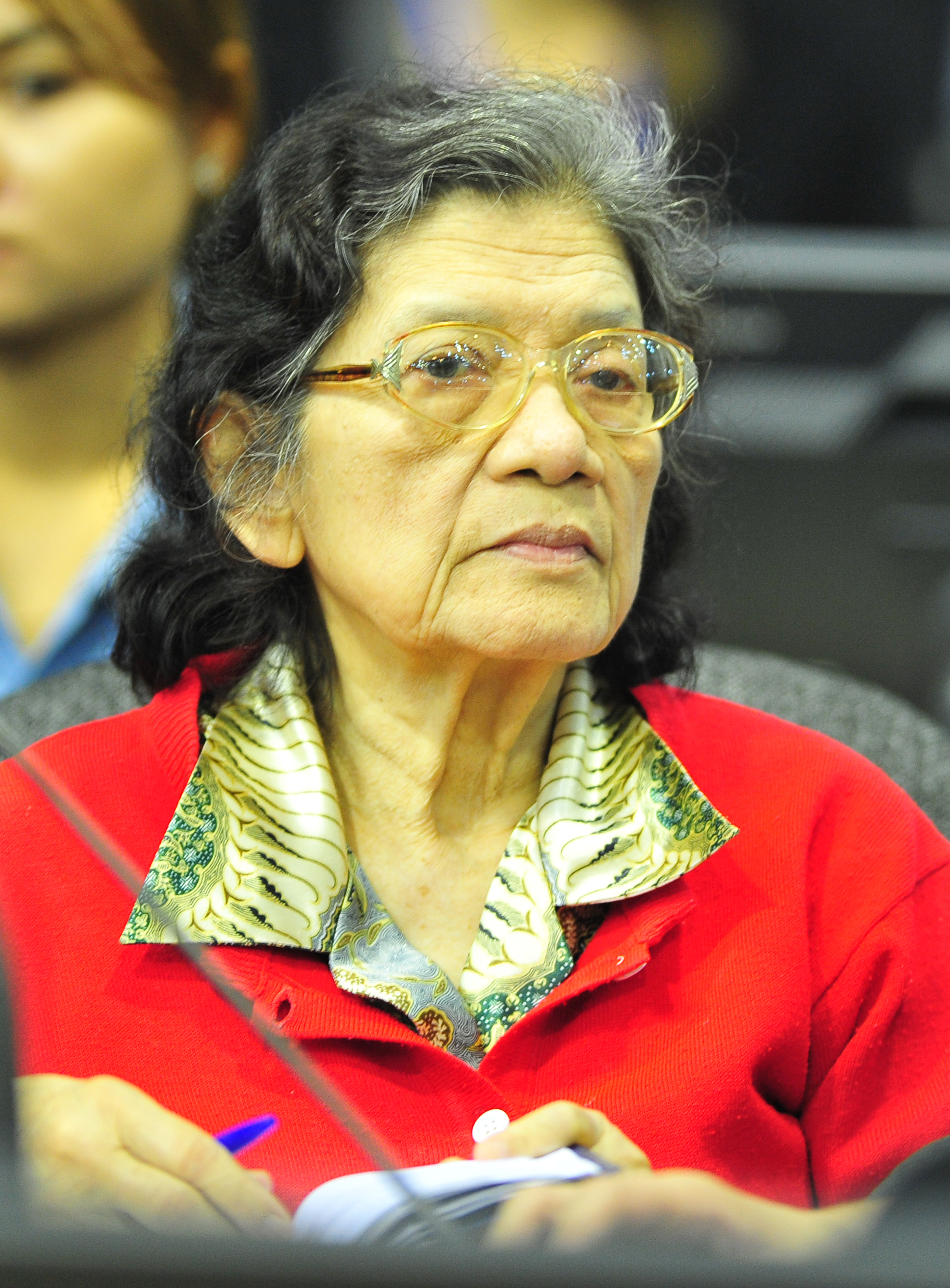
Ieng Thirith (2011)

Ieng Thirith (* 10. März 1932 in der Provinz Battambang, Kambodscha, als Khieu Thirith; † 22. August 2015 in Pailin, Kambodscha), khm. អៀង ធីរិទ្ធ, war 1970 bis 1976 stellvertretende Ministerin für Bildung und Jugend und danach bis 1979 Sozialministerin des Demokratischen Kampuchea der Roten Khmer, war aber weder Ständiges Mitglied des Komitees noch Mitglied des Zentralkomitees der Kommunistischen Partei Kampucheas.
Von 1951 bis zu dessen Tod 2013 war sie mit Ieng Sary verheiratet, der während der Regierungszeit der Roten Khmer Außenminister war. Sie war die jüngere Schwester von Khieu Ponnary, der ersten Ehefrau von Pol Pot.
Sie wurde am 12. November 2007 zusammen mit ihrem Ehemann Ieng Sary festgenommen und von den Außerordentlichen Kammern an den Gerichten von Kambodscha (ECCC) wegen des Verdachts auf Völkermord, Kriegsverbrechen und Verbrechen gegen die Menschlichkeit angeklagt und festgenommen, aber wegen Verhandlungsunfähigkeit aufgrund ihrer Alzheimer-Erkrankung freigelassen.

## Leben
Khieu Thirith wurde in der nordwestlichen kambodschanischen Provinz Battambang in eine relativ wohlhabende und privilegierte Familie geboren. Sie war die zweite Tochter eines kambodschanischen Richters, der die Familie während des Zweiten Weltkriegs mit einer kambodschanischen Prinzessin verließ und mit ihr nach Battambang zog.
Khieu Thirith absolvierte das Lycée Sisowath in Phnom Penh und verlobte sich 1949 mit Ieng Sary, der ein Jahrgang über ihr das gleiche Lycée besuchte. Sie ging zusammen mit ihm und ihrer älteren Schwester Khieu Ponnary (1920–2003) nach Paris, wo sie an der Universität von Paris englische Literatur mit Hauptfach Shakespeare studierte. Sie war die erste Kambodschanerin, die einen Abschluss in englischer Literatur machte. Khieu Thirith heiratete Ieng Sary im Sommer des Jahres 1951 im Rathaus des 15. Arrondissements von Paris und nahm den Namen ihres Mannes an. Ihre Schwester Khieu Ponnary wurde später die erste Ehefrau von Pol Pot (bis 1985). Gemeinsam wurden die beiden Schwestern und ihre Ehemänner später als „Kambodschas Viererbande“ bekannt, eine Anspielung auf die radikale Gruppe von Jiang Qing, der Witwe von Mao Tse-tung.
1956 nahm sie an der Gründung der Union der Khmer-Studenten teil. 1957 kehrte sie nach Kambodscha zurück und arbeitete als Lehrerin an der Sisowath High School, bevor sie 1960 das Höhere Khmer-Englische Institut Boung Trabek gründete und dessen Leiterin wurde. 1965 tauchte sie unter und schloss sich ihrem Ehemann, ihrem Schwager Pol Pot und Son Sen im Nordosten des Landes an, wo sie für den Gesundheitsdienst verantwortlich wurde. Nach dem Staatsstreich Lon Nols vom 18. März 1970 gegen Norodom Sihanouk wurde sie stellvertretende Ministerin für Bildung und Jugend der von Sihanouk gegründeten Exilregierung. Sie wurde zudem Verantwortliche des Radios des Front d’Union Nationale du Kampuchéa in Hanoi.
1971 gehörte sie zu den Unterzeichnern des „Appells der 91 Intellektuellen“, der die vietnamesischen Kommunisten zu den gefährlichsten Feinden Kambodschas erklärte. Nach der Machtübernahme der Roten Khmer am 17. April 1975 wurde Ieng Thirith Leiterin des Roten Kreuzes des Demokratischen Kampuchea, wie der neue Name des Staates lautete. Sie war damit verantwortlich für die Verwaltung von Krankenhäusern und die Verteilung von Medikamenten im ganzen Land. Als Ehefrau von Ieng Sary nahm sie auch an Empfängen ausländischer Delegationen teil. Am 9. Oktober 1975 wurde sie Ministerin für soziale Angelegenheiten. Ihre Nachfolgerin als stellvertretende Ministerin für Bildung und Jugend wurde Yun Yat, die Ehefrau von Son Sen.
Bei einem Besuch in der Nordöstlichen Zone war sie schockiert über die Lebensbedingungen der Bewohner und gab die Schuld dafür Agenten, die in die Partei eingesickert seien. Nach ihrer Rückkehr nach Phnom Penh wurden in der Zone Säuberungen durchgeführt, die sogar Ros Nhim trafen, den Sekretär der Zone. Die Jagd auf diese angebliche fünfte Kolonne weitete sich anschließend auf das ganze Land aus.
Nach dem Sturz des Regimes im Jahr 1979 behielt sie ihren Posten bis mindestens Mai 1982 bei. Im September 1982 wurde sie Generalsekretärin des Außenministeriums der Roten-Khmer-Bewegung, die in den Dschungel an der thailändischen Grenze zurückgedrängt worden war, aber weiterhin Kambodschas einziger Vertreter bei den Vereinten Nationen blieb. Ieng Thirit führte diesen Titel bis August 1985.
In den 1980er Jahren war sie die offizielle Gesprächspartnerin der NGOs und des Internationalen Komitees vom Roten Kreuz (IKRK), die nach der Invasion Kambodschas durch Vietnam für die humanitäre Hilfe des Khmer-Widerstands entlang der thailändisch-kambodschanischen Grenze verantwortlich waren. 1985 wurde sie Vizepräsidentin der Frauenvereinigung und 1986 Präsidentin des Roten Kreuzes des Demokratischen Kampuchea im Exil, einer selbsternannten und von der Internationalen Bewegung des Roten Kreuzes und des Roten Halbmonds nicht anerkannten Gesellschaft.
Ieng Thirith lebte mit ihrem Ehemann Ieng Sary abwechslungsweise in Pailin nahe der thailändischen Grenze und in einer luxuriösen Villa in der Straße 21 im südlichen Phnom Penh. Bis zu ihrer Festnahme wurde sie selten in der Öffentlichkeit gesehen.
Ieng Thirith starb im Alter von 83 Jahren an den Folgen ihrer Alzheimer-Krankheit.

## Gerichtsverfahren

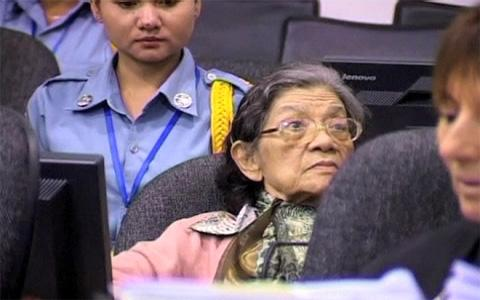
Ieng Thirith vor Gericht im Jahr 2011

2006, nachdem die ECCC Fortschritte bei der Vorbereitung des Tribunals und der Auswahl der Richter gemacht hatten, bekamen Ieng Thirith und ihr Ehemann einen ausländischen Rechtsbeistand als Hilfe bei ihrer Verteidigung. Sie wurde von den ECCC wegen des Verdachts auf Völkermord, Kriegsverbrechen und Verbrechen gegen die Menschlichkeit angeklagt: „Planung, Leitung, Koordination und Anordnung weit verbreiteter Säuberungen […] und der rechtswidrigen Tötung oder Ermordung von Mitarbeitern des Ministeriums für soziale Angelegenheiten“.
Am 12. November 2007 wurde sie, trotz einer zuvor vom König ausgesprochenen Begnadigung, zusammen mit dem kranken Ieng Sary in ihrem Haus in Phnom Penh verhaftet. Am 17. November 2011 wurde sie aufgrund ihrer schweren Alzheimer-Krankheit für dement und verhandlungsunfähig erklärt, wogegen die Staatsanwälte Berufung einlegten. Am 13. Dezember 2011 hob das Berufungsgericht die Freilassung auf und ordnete neue medizinische Untersuchungen an, um ihre Verhandlungsfähigkeit abzuklären. Am 12. September 2012 wurde ihre Verhandlungsunfähigkeit bestätigt, und sie wurde aus dem Gefängnis entlassen. Die Angeklagte sei in „absehbarer Zukunft“ nicht mehr in der Lage, dem Prozess zu folgen. Die Anklagepunkte wurden aber nicht fallengelassen.